# Tismiö
Tismiö eller Alimmainen Tismiö är en sjö i Finland. Den ligger i kommunen Idensalmi i landskapet Norra Savolax, i den centrala delen av landet, 400 km norr om huvudstaden Helsingfors. Tismiö ligger 85,9 meter över havet. Den är 3,67 meter djup. Arean är 65,9 hektar och strandlinjen är 5,44 kilometer lång. Sjön  ingår i Vuoksens huvudavrinningsområde. 